# 大阪府道36号泉大津美原線
大阪府道36号泉大津美原線（おおさかふどう36ごう いずみおおつみはらせん）は、大阪府泉大津市から堺市美原区に至る府道（主要地方道）である。

## 概要
泉大津市北部の臨海部を起点として堺泉北道路・阪和自動車道の高架下を通り美原ロータリーに至るバイパスのルート（新道）と、南海松ノ浜駅付近を起点として和泉市を経由し堺市東部に至る狭路ルート（現道）の2ルートがある。
また、狭路ルートのほうはわずかな区間であるが大阪狭山市も通っている。

### 路線データ

#### 現道
- 起点：
  1. 大阪府泉大津市松之浜町（松之浜町交差点、大阪府道204号堺阪南線交点）
- 終点：
  1. 大阪府堺市美原区平尾（平尾交差点＝大阪府道32号美原太子線・大阪府道35号堺富田林線交点）

#### 新道
- 起点：
  1. 大阪府泉大津市助松町（助松橋交差点、大阪府道29号大阪臨海線交点）【北緯34度31分7.7秒 東経135度25分08.4秒 / 北緯34.518806度 東経135.419000度】
- 終点：
  1. 大阪府堺市美原区丹上（美原ロータリー＝大阪府道2号大阪中央環状線・大阪府道31号堺羽曳野線交点）【北緯34度33分35.4秒 東経135度33分56.4秒 / 北緯34.559833度 東経135.565667度】

## 歴史
- 1993年（平成5年）5月11日 - 建設省から、府道として主要地方道に指定される[1]。

## 路線状況

### 重複区間

#### 現道
- 大阪府道30号大阪和泉泉南線（和泉市・伯太交差点 - 堺市・上交差点）
- 大阪府道210号平尾鳳停車場線（堺市・上交差点 - 菅生交差点）

## 地理

### 通過する自治体
- 泉大津市
- 和泉市
- 高石市 - 新道のみ
- 堺市（西区 - 中区 - 東区 -美原区）
- 大阪狭山市 - 現道のみ

### 交差する道路
泉大津市
- 大阪府道29号大阪臨海線（助松橋交点）
- 阪神高速道路4号湾岸線（助松JCT）
- 大阪府道204号堺阪南線（助松町1丁目交点、松之浜町交点）
- 堺泉北道路（助松ランプ）

和泉市
- 国道26号（葛の葉町北交点、池上町交点）
- 大阪府道30号大阪和泉泉南線（伯太（はかた）交点）

泉大津市（飛地）
- 堺泉北道路（綾井ランプ）

高石市
- 大阪府道30号大阪和泉泉南線（取石6丁目南交点）
- 堺泉北道路（取石ランプ）

和泉市
- 大阪府道30号大阪和泉泉南線（北信太住宅前交点）

堺市
- 大阪府道30号大阪和泉泉南線（上（かみ）交点 ※天王寺方面重複＝大阪府道210号平尾鳳停車場線）
- 大阪府道210号平尾鳳停車場線（重複＝上交点 - 菅生（すごう）交点）
- 大阪府道216号和田福泉線（鶴田池交点、草部交点、西浦橋交点）
- 堺泉北道路（菱木ランプ）
- 大阪府道215号別所草部線（菱木中交点、菱木北交点）
- 堺泉北道路（太平寺ランプ）
- 大阪府道61号堺かつらぎ線（平井大橋交点、大黒橋交点）
- 阪和自動車道（堺IC）
- 堺泉北道路（平井ランプ）
- 阪和自動車道（堺JCT）
- 大阪府道34号堺狭山線（東八田1号・2号・3号・4号交点、第二東山西交点、東山西交点）
- 大阪府道197号深井畑山宿院線（馬飼田池東交点）
- 国道310号（中茶屋北交点、福田交点）
- 大阪府道35号堺富田林線（北余部西交点）
- 大阪府道26号大阪狭山線（北余部北交点、北野田交点）
- 阪和自動車道（美原南IC）
- 大阪府道198号河内長野美原線（東野交点）
- 国道309号（下黒山交点、菅生交点）
- 大阪府道190号西藤井寺線（黒姫山交点）
- 大阪府道32号美原太子線（美原北IC交点、美原北IC東交点）
- 大阪府道32号美原太子線・大阪府道35号堺富田林線（平尾交点）
- 阪和自動車道（美原北IC）
- 南阪奈道路（美原IC）
- 大阪府道2号大阪中央環状線・大阪府道31号堺羽曳野線（美原ロータリー）

### 沿線にある施設など
- 大鳥大社
- 羽衣国際大学
- 大阪府立大学（中百舌鳥キャンパス・大仙キャンパス）
- 出雲大社大阪分祠
- 大美野ロータリー
- 菅生神社
- M・Cみはら（堺市立みはら歴史博物館）
- 大阪府立弥生文化博物館
- 池上・曽根遺跡